# 1976 في جنوب إفريقيا
فيما يلي قوائم الأحداث التي وقعت خلال عام 1976 في جنوب أفريقيا.

## رياضة
- 6 مارس – جائزة جنوب أفريقيا الكبرى 1976 الفائز نيكي لاودا.

## مواليد

### فبراير
- 23 فبراير – ديفيد جورج دراج جنوب أفريقي.

### مارس
- 5 مارس – التون ميرينغ لاعب كرة قدم جنوب أفريقي.
- 11 مارس – بلاك كوفي
- 14 مارس – سيمون كيسلر دراج جنوب أفريقي.
- 31 مارس – فرازير واترس

### أبريل
- 20 أبريل – كالفن مارلين لاعب كرة قدم جنوب أفريقي.
- 27 أبريل – غلين وينر لاعب كرة مضرب من الولايات المتحدة الأمريكية.

### يونيو
- 17 يونيو – تريفور هالستيد لاعب رغبي جنوب أفريقي.

### يوليو
- 26 يوليو – دونكان ليشيسا لاعب كرة قدم جنوب أفريقي.

### أغسطس
- 9 أغسطس – مايكل فينديش سبّاح نمساوي.
- 21 أغسطس – ليزل هوبر لاعبة كرة مضرب من الولايات المتحدة.
- 25 أغسطس – نيل وينستانلى لاعب كرة قدم جنوب أفريقي.

### أكتوبر
- 11 أكتوبر – دونوفان كوش لاعب كركيت جنوب أفريقي.
- 26 أكتوبر – نيكولاس فولكر سبّاح جنوب أفريقي.
- 29 أكتوبر – بيتر هوغو مصور جنوب أفريقي.
- 29 أكتوبر – توني كويل لاعب كرة قدم جنوب أفريقي.

### نوفمبر
- 4 نوفمبر – جوستين وودل ممثلة بريطانية.
- 28 نوفمبر – جان سيلو لاعب كرة قدم جنوب أفريقي.

### ديسمبر
- 3 ديسمبر – مارك باوتشر لاعب كركيت جنوب أفريقي.

## وفيات

### فبراير
- 2 فبراير – نيفيل ليندسي (مواليد 1886) لاعب كركيت جنوب أفريقي.

### أبريل
- 26 أبريل – سيد جيمس (مواليد 1913) ممثل بريطاني.

### سبتمبر
- 18 سبتمبر – ميخيل هندريك دي كوك (مواليد 1898) رجل أعمال جنوب أفريقي.